# Helmsdale (Schottland)
Helmsdale (schottisch-gälisch Bun Ilidh) ist eine Ortschaft in der schottischen Council Area Highland. Sie liegt in der traditionellen Grafschaft Sutherland jeweils etwa 45 km südlich von Thurso und südwestlich von Wick an der Nordküste des Moray Firth. Im Jahre 1991 verzeichnete Helmsdale 828 Einwohner, wohingegen 1871 noch 1511 Personen dort lebten.

## Geschichte
Helmsdale wurde zu Beginn des 19. Jahrhunderts als Fischersiedlung für die Besiedlung der Region nach den Highland Clearances entwickelt. Wie in vielen Regionen der Highlands setzte mit dem Niedergang der Heringfischerei die touristische Erschließung der Ortschaft ein. Der Fluss Helmsdale, der bei Helmsdale in den Moray Firth mündet, gilt noch heute als einer der besten schottischen Flüsse zum Fliegenfischen von atlantischen Lachsen.
Am Ort des heutigen Helmsdale befand sich einst ein Jagdschloss aus dem Jahre 1488. Dort wurde im Juli des Jahres 1567 John Gordon, der 11. Earl of Sutherland, mitsamt seiner Frau von seiner Tante Isobel vergiftet. Der Earl verstarb fünf Tage später. Isobel wollte mit dieser Tat ihren eigenen Sohn, den Erben des Titels, begünstigen. Unglücklicherweise verzehrte auch dieser die vergifteten Speisen und verstarb zwei Tage später. Isobel beging am Tag ihrer vorgesehenen Hinrichtung in Edinburgh Selbstmord.

## Verkehr
Mit der A9 verläuft die bedeutendste Fernstraße der schottischen Highlands direkt durch Helmsdale. Früher querte sie auf der Helmsdale Bridge – ein Bauwerk Thomas Telfords – den Helmsdale einige hundert Meter landeinwärts. Die neue Brücke befindet sich hingegen in Küstennähe. In der Ortsmitte zweigt von der A9 die durch das Strath of Kildonan in Richtung Nordküste führende A897 ab. Helmsdale besitzt einen Bahnhof an der von Inverness nach Thurso führenden Far North Line. Ab Helmsdale verläuft die Bahnstrecke nicht mehr entlang der A9 und der Küste, sondern knickt in Richtung Norden, dem Lauf des Helmsdale folgend, ab.

## Sport
Der örtliche Fußballclub Bunillidh Thistle F.C. spielt (Stand 2025) in der sechstklassigen North Caledonian Football League.

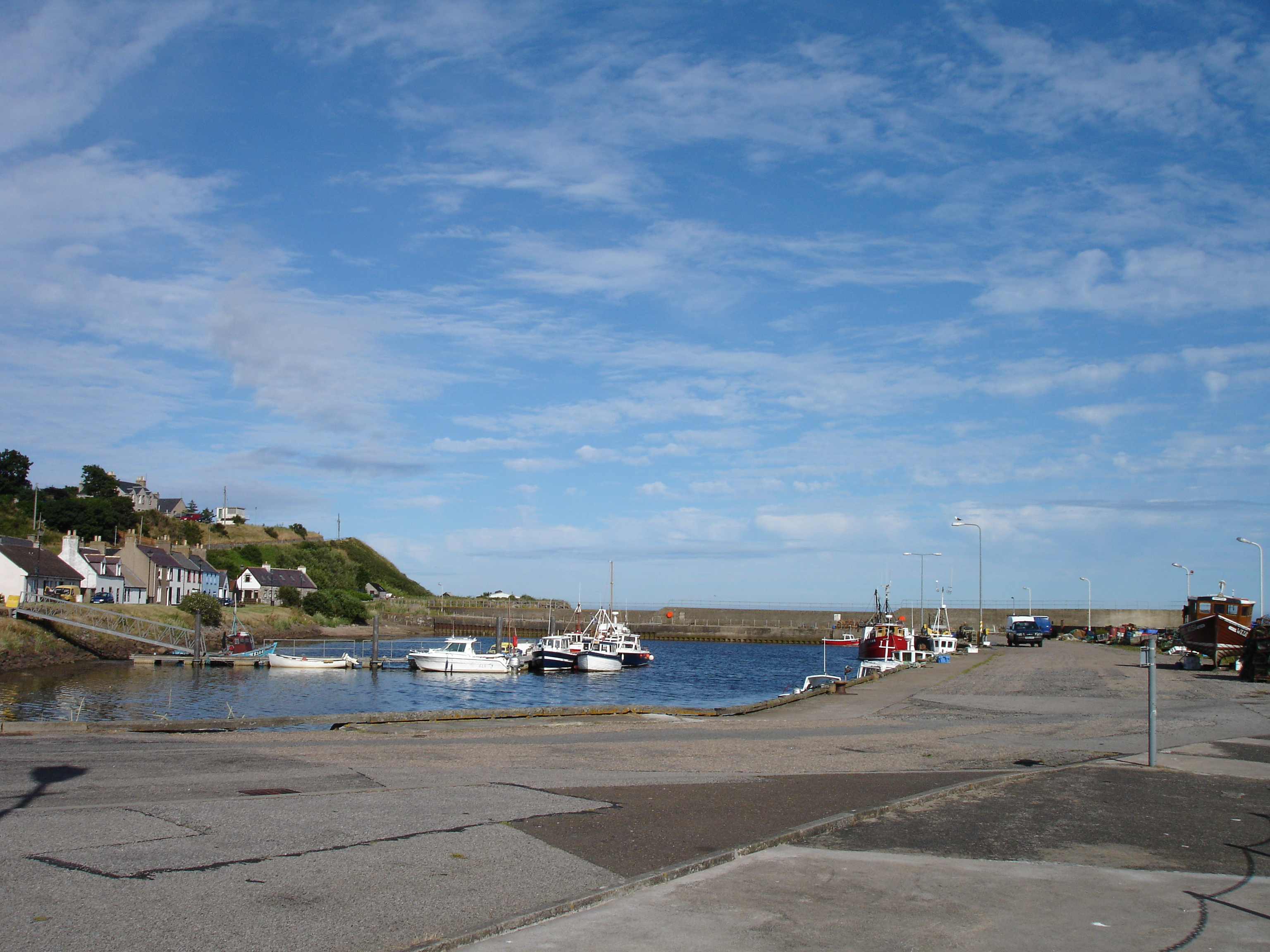
Hafenanlagen
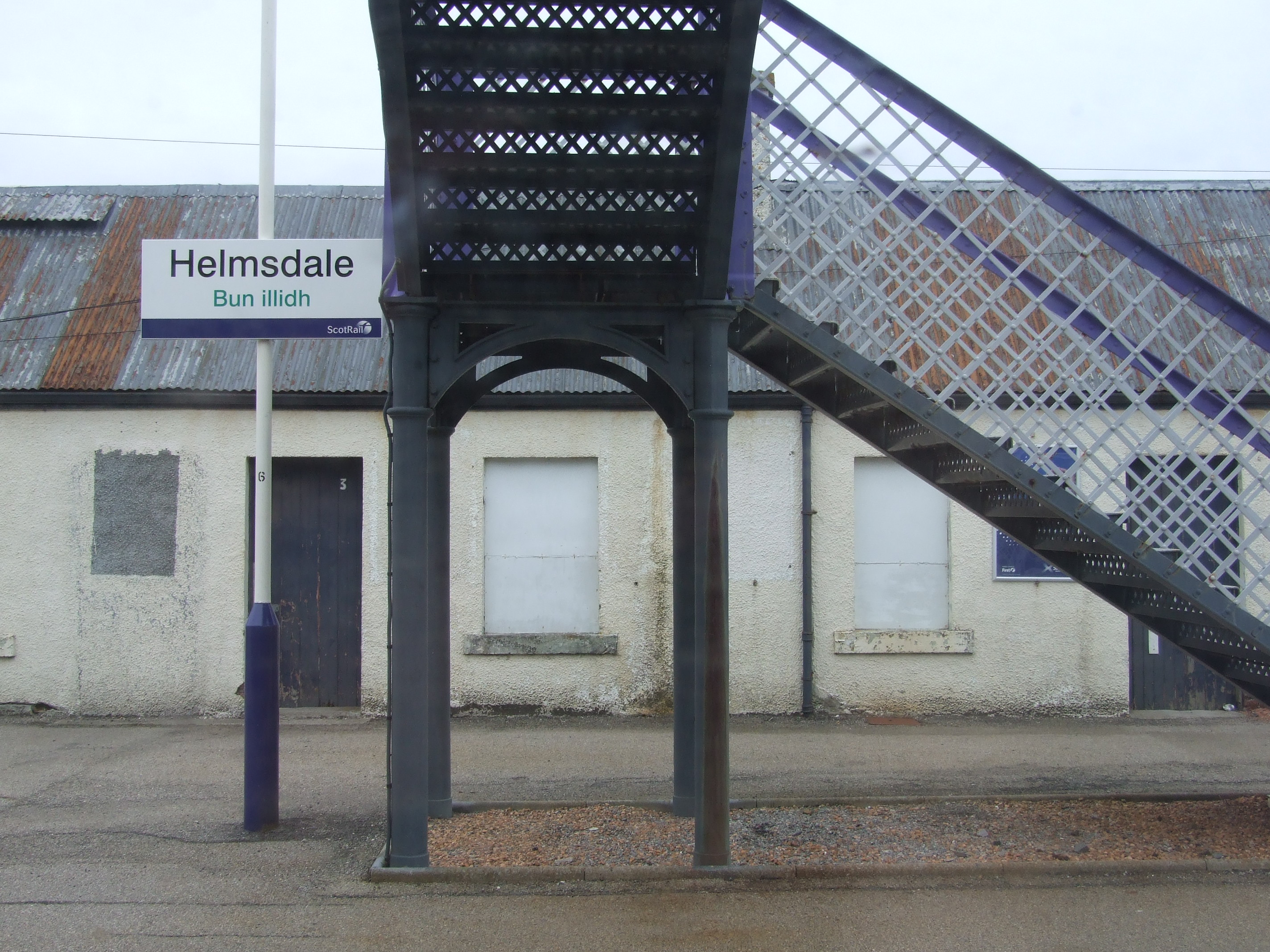
Bahnhof von Helmsdale
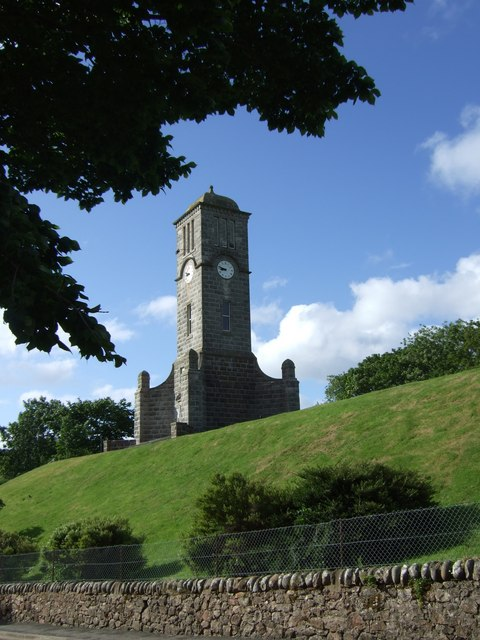
Kirche in Helmsdale

## Persönlichkeiten
- William Gunn (1603–1660), kaiserlicher Generalfeldwachtmeister im Dreißigjährigen Krieg